# Dirty Deeds Done Dirt Cheap (міжнародний)
Dirty Deeds Done Dirt Cheap — другий міжнародний альбом австралійського хард-рок гурту AC/DC, презентований у 1976 році.

## Про альбом
7 із 9 пісень міжнародного видання збігаються з австралійським, також туди додано пісню «Rocker» із альбому  T.N.T.  і вперше видано пісню «Love at First Feel». У міжнародній версії альбому відсутні пісні «RIP (Rock in Peace)» та «Jailbreak» з австралійської версії (остання була видана у 1984 у мініальбомі  '74 Jailbreak). Композиція «R.I.P. (Rock in Peace)» довгий час була однією з небагатьох пісень AC/DC, не виданих офіційно для міжнародної аудиторії, поки у 2009 році не увійшла до збірки Backtracks. У міжнародному виданні альбому пісні «Dirty Deeds Done Dirt Cheap», «Is not No Fun (Waiting 'Round to Be a Millionaire)» і «Rocker» видані у скороченому варіанті в порівнянні зі своїми оригінальними версіями, однак у перевиданій в 1994 році версії альбому є обидві версії цих пісень.

## Список композицій
Всі пісні написані Ангусом Янгом, Малколмом Янгом і Боном Скоттом.

### Сторона А
| #  | Назва                         | Тривалість |
| -- | ----------------------------- | ---------- |
| 1. | «Dirty Deeds Done Dirt Cheap» | 3:52       |
| 2. | «Love at First Feel»          | 3:12       |
| 3. | «Big Balls»                   | 2:38       |
| 4. | «Rocker»                      | 2:50       |
| 5. | «Problem Child»               | 5:46       |

### Сторона Б
| #  | Назва                                               | Тривалість |
| -- | --------------------------------------------------- | ---------- |
| 1. | «There's Gonna Be Some Rockin'»                     | 3:18       |
| 2. | «Ain't No Fun (Waiting 'Round to Be a Millionaire)» | 6:54       |
| 3. | «Ride On»                                           | 5:53       |
| 4. | «Squealer»                                          | 5:10       |

## Позиції в чартах
| Країна        | Чарт                                      | Позиція |
| ------------- | ----------------------------------------- | ------- |
| Австралія     | Australian Kent Music Report Albums Chart | 4       |
| США           | Billboard 200                             | 3       |
| Австралія     | Australian Albums Chart                   | 28      |
| Нова Зеландія | New Zealand Albums Chart                  | 20      |
| Швеція        | Sverigetopplistan                         | 50      |

## Продажі
| Країна          | Продажі   | Статус        |
| --------------- | --------- | ------------- |
| США             | 6,000,000 | 6x Платиновий |
| Німеччина       | 200,000   | Платиновий    |
| Велика Британія | 60,000    | Срібний       |

## Музиканти
- Бон Скотт — вокал
- Анґус Янґ — електрогітара
- Малколм Янґ — ритм-гітара, бек-вокал
- Марк Еванс — бас-гітара
- Філ Радд — барабани